# La valigia sul letto
La valigia sul letto è un film del 2010 diretto da Eduardo Tartaglia.

## Trama
Achille Lochiummo, dopo aver perduto il lavoro all'anagrafe, si ritrova senza casa e con la fidanzata Brigida costretta a fare pubblicità vestendosi da polpetta. 
Per sfuggire dalla miseria riesce a modificare il cognome del nonno in Lociummo, identico a quello di un pentito della camorra, entrando insieme a lui e alla sua famiglia nel programma di protezione. Un piano geniale che non ha però tenuto conto di una serie di imprevisti, tra cui la convivenza forzata con il criminale il quale lo porterà a vivere situazioni assurde.

## Accoglienza

### Incassi
La pellicola ha incassato 574000 €.

## Sequel
Nel 2023 è uscito il seguito C'è di nuovo la valigia sul letto, diretto dallo stesso Tartaglia.